# Пиляї
Пиляї́ — село в Україні, у Ленковецькій сільській територіальній громаді Шепетівського району Хмельницької області. Населення становить 259 осіб.

## Історія
У 1838 році князь Євстахій Санґушко за дарчою від 16 липня передав своїй внучці Марії Санґушківні 34 фільварки. А ще 9 фільварків: Ліщани, Чотирбоки, Ленківці, Вербівці, Мокіївці, Білопіль, Пиляї, Плішин і Лучники — дісталися Марії від баби княгині Клементини Санґушківни за дарчою від 9 вересня 1847 року. Ці маєтки склали Шепетівсько-Антонінський ключ із 43 фільварків, який давав прибуток 2 млн 95 тис. 945 рублів, а млини, заводи й інша нерухомість давала 633 тис. 600 рублів[кому?][джерело?].
7 (20) листопада 1917 року, відповідно до Третього Універсалу Української Центральної Ради, увійшло до складу Української Народної Республіки.

## Голодомор 1932–1933 років
Кравчук Мар'яна Іванівна, 1922 р. н., (жителька с. Мокіївці, народилася в с. Пиляї).

«В с. Пиляї в родині Рижих було троє дітей. Коли в хаті не залишилось нічого, що можна було покласти до рота, батьки вирішили з'їсти найменшенького сина. Та через деякий час знову голод став нестерпним. Тоді стали обмивати середульшого. А старша дівчинка, перелякавшись, і, розуміючи, що колись черга дійде і до неї, втекла і притулок дали їй зовсім чужі люди. А батьків не врятувала ніщо, смерть забрала їх».

Розповідь записана Перехристюк Людмилою Петрівною завідувачкою бібліотеки с. Мокіївці 25.02.2008 року.

## Відомі люди
- Мар'яна Остапівна Власюк  — мати дванадцяти дітей, удостоєна почесного звання «Мати-героїня»[3].